# Société protectrice des animaux
Ne doit pas être confondu avec Société pour la prévention de la cruauté envers les animaux ou Société de protection des animaux.
Pour les articles homonymes, voir SPA.
L'association Société protectrice des animaux (ou SPA, et parfois SPA de Paris) est, en France, la plus ancienne des sociétés de protection des animaux.
Créée le 2 décembre 1845 et reconnue d’utilité publique en 1860, l'association recueille les animaux en détresse, abandonnés, perdus ou maltraités dans ses 63 refuges et 7 maisons SPA sur le territoire français. Les animaux sont pris en charge par l’équipe du site à la suite d’un abandon, d’un retrait pour maltraitance ou d’une sortie de fourrière. Les animaux (chiens, chats et NAC : nouveaux animaux de compagnie) sont identifiés, stérilisés, vaccinés, hébergés, soignés, éduqués et socialisés pour être proposés à l’adoption.
Elle aide également les propriétaires démunis par le biais de ses 12 dispensaires, qui permettent aux personnes à faibles ressources (sans domicile fixe, allocataires des minima sociaux…) de faire soigner, vacciner, stériliser et identifier leur animal.
La SPA intervient également contre la maltraitance animale grâce à un réseau de 700 délégués-enquêteurs bénévoles et d’inspecteurs, et poursuit en justice les personnes coupables de mauvais traitements envers les animaux. Sa cellule anti-trafic (CAT) mène des enquêtes sur les professionnels pour mettre à jour les différents trafics d’animaux, sources de maltraitance. Elle sensibilise le grand public au bien-être animal et à l’adoption responsable, et lutte pour faire avancer la cause animale. Elle éduque en parallèle les générations de demain avec pédagogie au respect de l’animal à travers ses clubs Jeunes et ses interventions dans le milieu scolaire et parascolaire. De plus, elle soutient les associations et les collectivités dans leurs projets de protection animale

## Historique

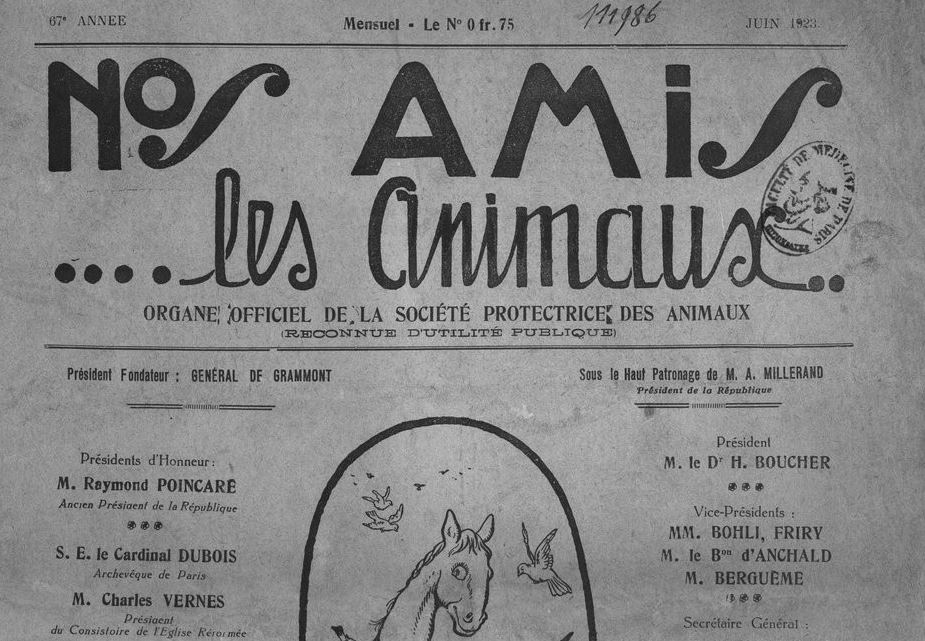
Organe officiel de la « Société protectrice des animaux », juin 1923
« Général de Grammont, président-fondateur ».

En septembre 1843, Pierre Dumont de Monteux, médecin, est horrifié du spectacle qui s'offre à lui : un charretier malmène un cheval épuisé attelé à une carriole dans une rue de Paris, voyant l'homme le fouetter, le battre pour qu’il se relève et marche. « Où est la justice, où est la pitié, où sont enfin tous les sentiments moraux qui doivent caractériser l’homme social ? » s'indigne-t-il.
L'association est créée le 2 décembre 1845 par Pierre Dumont de Monteux, le préfet de police de Paris Gabriel Delessert, le vicomte Valmer et le docteur Étienne Pariset, médecin à l’hôpital de la Salpêtrière,. Le docteur Étienne Pariset en est le premier président. Faisant suite à la création en Angleterre, en 1824, de la Société pour la prévention de la cruauté envers les animaux, elle est fondée comme elle, au départ, afin de protéger les chevaux d'attelage contre les abus. Elle est reconnue d'utilité publique, par décret du 22 décembre 1860. Le sigle « SPA » symbolise la dénomination et la devise de l’association : « sauver – protéger – aimer ».
En 1903, le premier refuge de la SPA ouvre à Gennevilliers (92).
Depuis 1905, l'association lutte contre les expérimentations animales sur les chiens. Camille du Gast préside l'association avant la Seconde Guerre mondiale.
En 1945, le premier dispensaire de la SPA ouvre à Paris (75).
Pour la SPA, le respect de l’animal passe par la sensibilisation dès le plus jeune âge des protecteurs de demain. Dès 1948, elle a donc créé la première section de Club Jeunes permettant de rendre le bénévolat accessible aux jeunes de 11 à 17 ans dans les refuges.
En 1976, l'association dépose la « charte de l’animal » à l’Assemblée nationale, soutenue par Roland Nungesser, qui deviendra un des présidents de l’association. En 1982, elle démarre la publication de la revue Animaux Magazine qui lui permet de mener des campagnes, à plus grande échelle. En 1987, un groupe parlementaire d’étude est mis en place pour la protection animale à l'Assemblée nationale grâce à Roland Nungesser, son président de l’époque. En 1992, elle crée la cellule anti-trafic pour démanteler les élevages clandestins. En 1993, elle travaille avec ses homologues européens et crée officiellement un service européen qui permet de faire évoluer les textes de lois au niveau de la Commission européenne et du Parlement.
En 1994, le nouveau Code Pénal réprime les actes de cruauté envers les animaux de 2 ans d’emprisonnement et 30 000 € d’amende, et les mauvais traitements d’une amende allant de 457 € à 762 €.
En juillet 2014, les membres de l'association, réunis lors de l'assemblée générale annuelle, proclament leur opposition à toute euthanasie non justifiée par des raisons médicales.
En 2015, l'association fête ses 170 ans, ouvre ses premières « Maisons SPA » et change son identité visuelle.

En 2021, l'association a déposé la marque « Maison Société Protectrice des Animaux » le 7 mai 2014, son nouveau logotype (« marque semi-figurative ») le 23 janvier 2015, le 12 mai 2015 la marque « La cani-course pour les animaux » et le 12 juin 2015 la marque « Allo animal perdu ».

Logo de l'association
Avant 2015.
Depuis le 23 janvier 2015.

## Gouvernance

### Les présidents
- 1845-1847 : Étienne Pariset
- 1847-1850 : Marquis de Faudoas
- 1850-1853 : Jacques Delmas de Grammont
- 1853-1865 : Augustin-Denis Pinon-Duclos, vicomte de Valmer
- 1866 : Louis-Auguste Bourguin
- 1867 : Félix Édouard Guérin-Méneville
- 1868-1870 : Pierre Baltazar Fournier
- 1870 : Amédée Sibire
- 1870-1871 : Louis Crivelli (par intérim)
- 1871-1878 : Auguste Valette
- 1878-1881 : Hippolyte Larrey
- 1881 : Georges de Salverte
- 1882-1885 : Alphonse Féry d'Esclands
- 1886-1888 : Émile Decroix
- 1889-1893 : Émile Pelvey
- 1893 : Alexandre Cuif (par intérim)
- 1894-1902 : Albert Uhrich
- 1902-1911 : Albert Coutaud
- 1911-1913 : Marquis du Trévou de Breffeillac
- 1914- : André Falize
- 1917-1924 : Dr. Henry Boucher
- 1924-1925 : Emmanuel Berguème
- 1926-1927 : François Friry
- 1927-1929 : Adrien Pouriau
- 1929-1942 : Camille du Gast
- 1942-1949 : Laurent Bailly
- 1949- : Gustave Dumaine
- -1959 : Lombard
- 1959-1964 : Bottier
- 1964-1966 : Quemy
- 1966-1968 : Thuny
- 1968-1971 : Henry Raymond
- 1972-1984 : Jacqueline Thome-Patenôtre
- 1984-1987 : Roland Nungesser
- 1987-2000 : Jacqueline Faucher
- 2000-2006 : Serge Belais
- 2006-2008 : Caroline Lanty
- 2008 : Virginie Pocq Saint-Jean
- 2009 : Caroline Lanty
- 2009-2013 : administration provisoire
- 2013-2018 : Natacha Harry
- Depuis 2018 : Jacques-Charles Fombonne

Portraits
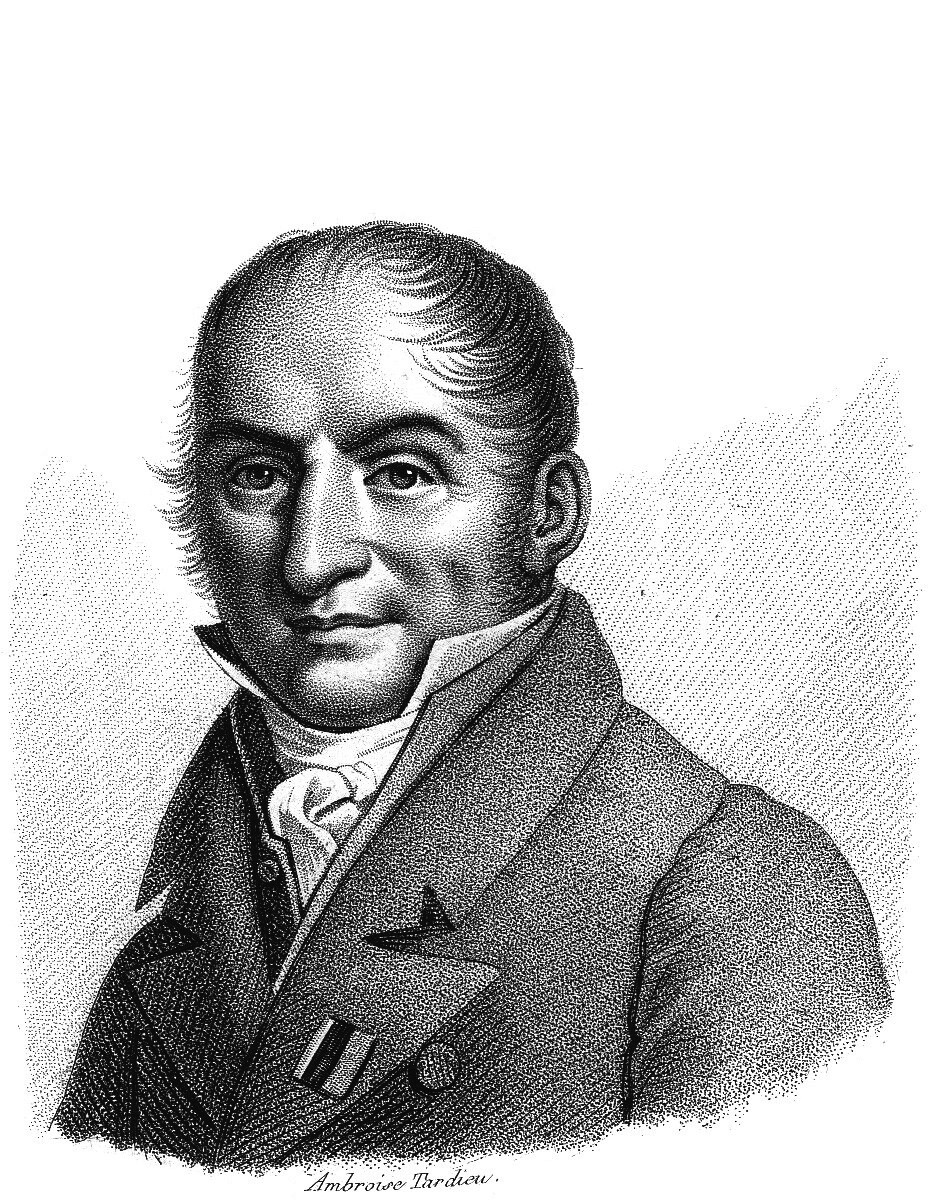
Étienne Pariset (1845-1847).
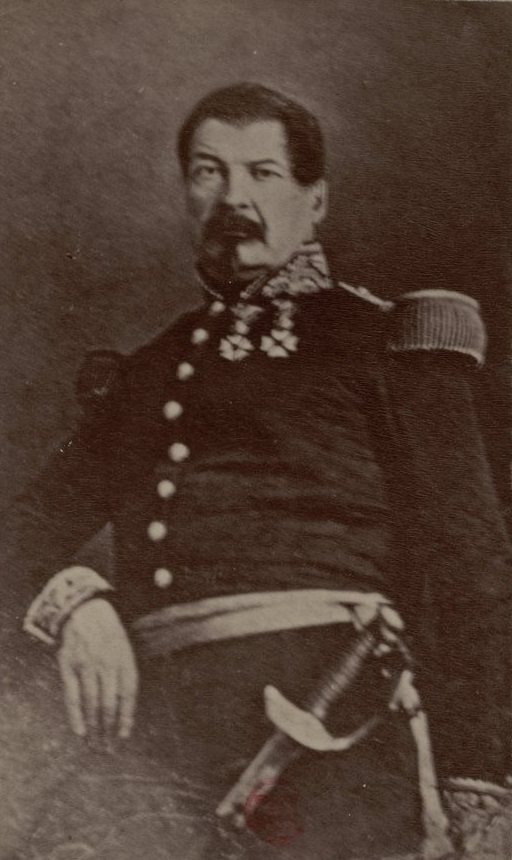
Général de Grammont (1850-1853).
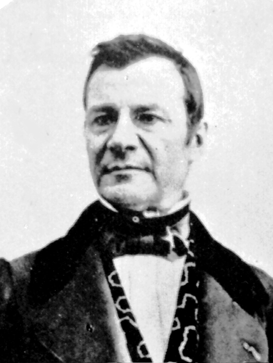
Félix Édouard Guérin-Méneville (1867).
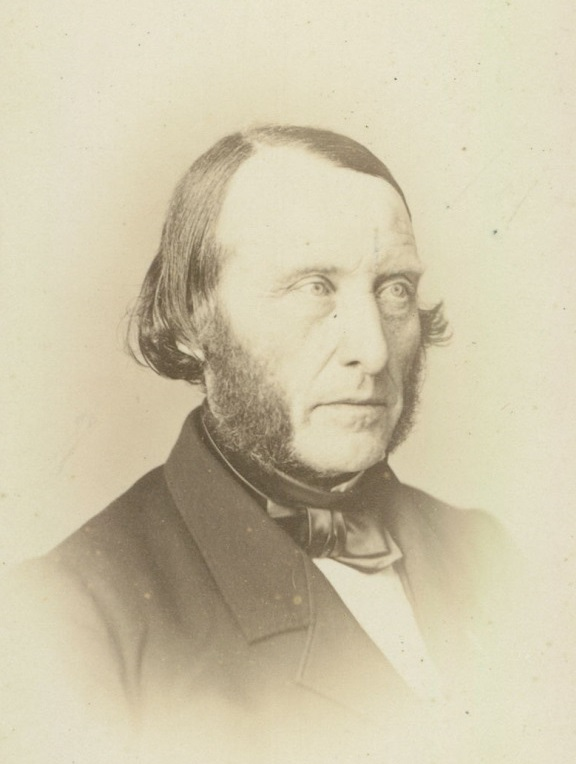
Auguste Valette (1871-1878).
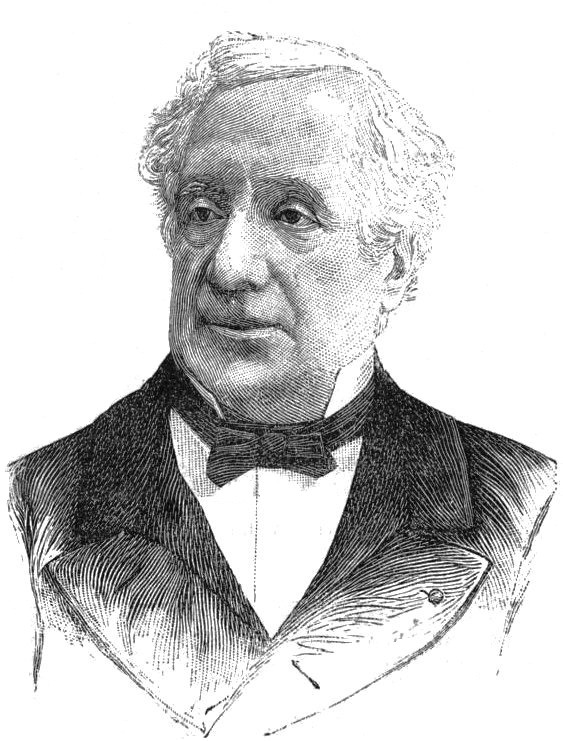
Hippolyte Larrey (1878-1881).
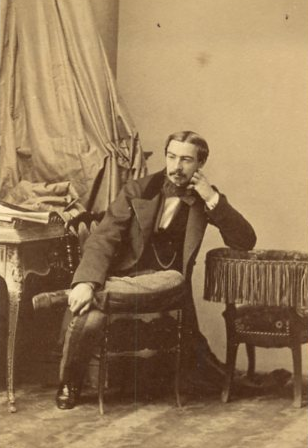
Georges de Salverte (1881).
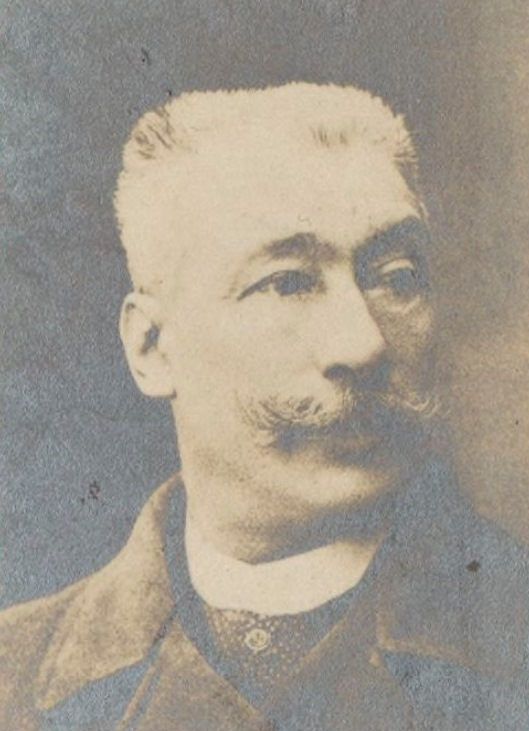
Alphonse Féry d'Esclands (1882-1885).
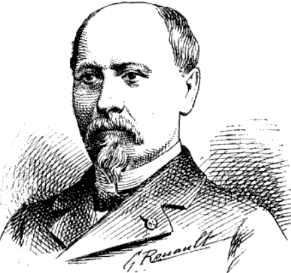
Émile Decroix (1886-1888).
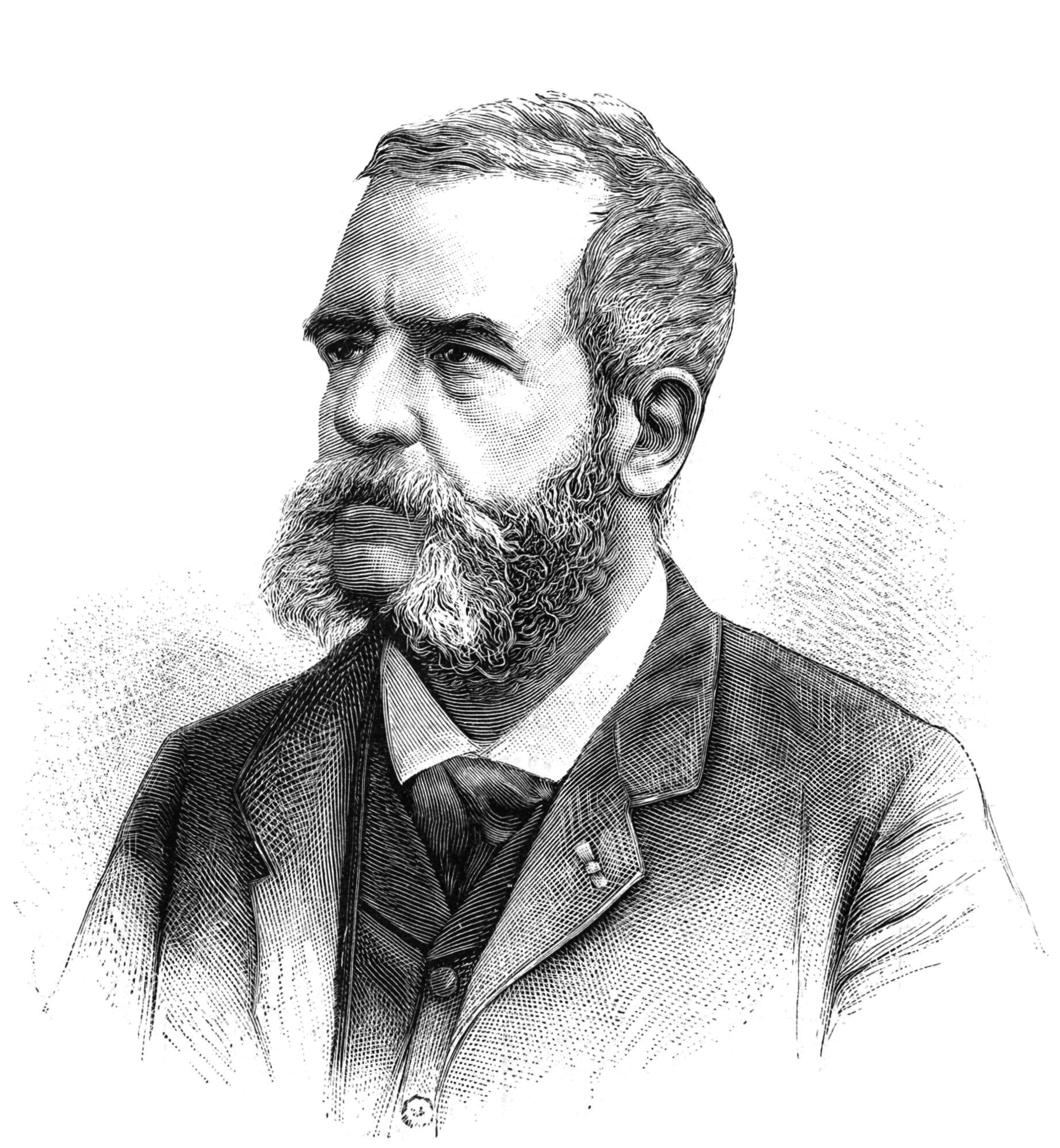
Émile Pelvey (1889-1893).
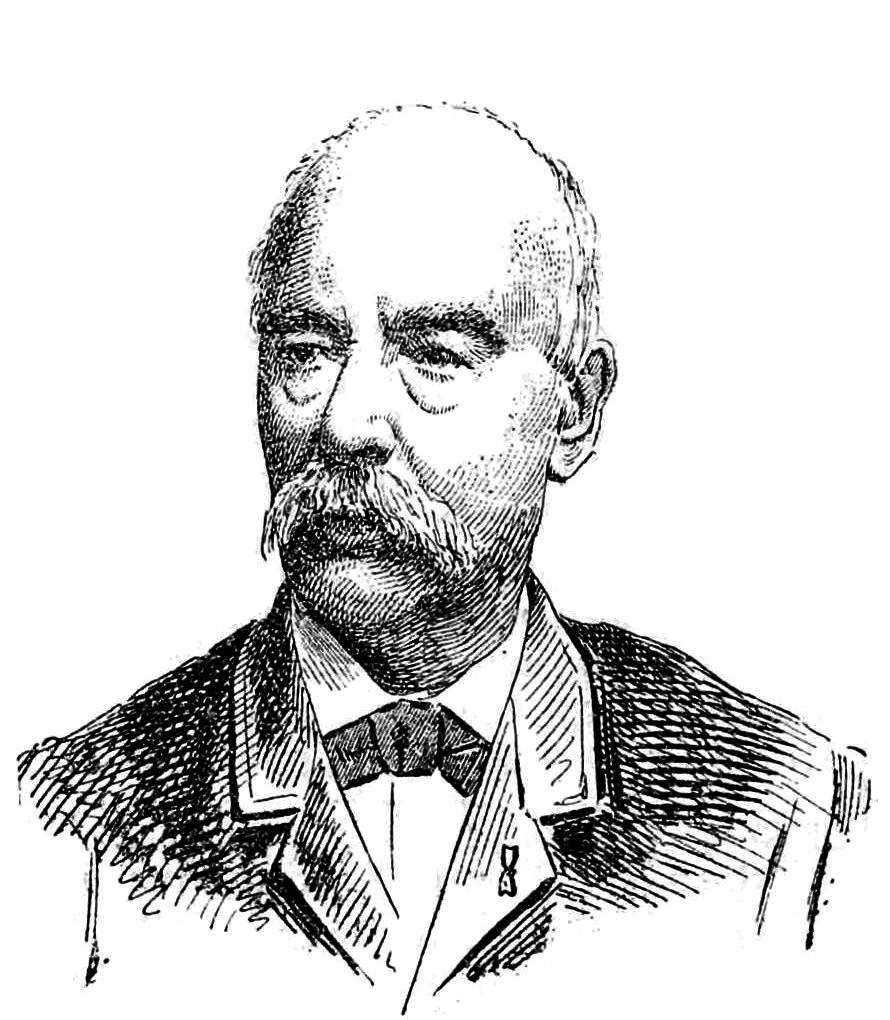
Alexandre Cuif (1893).
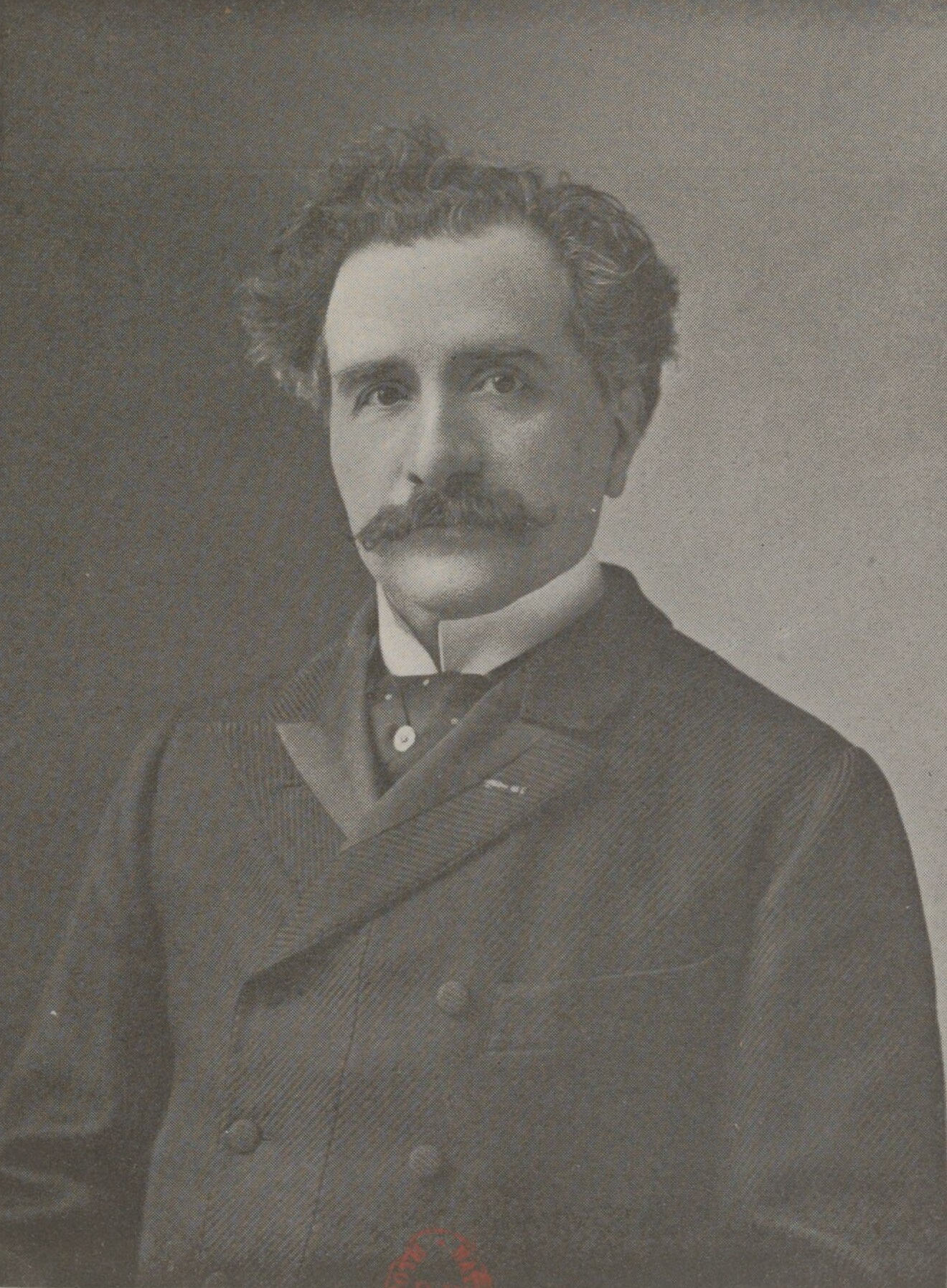
Albert Coutaud (1902-1911).
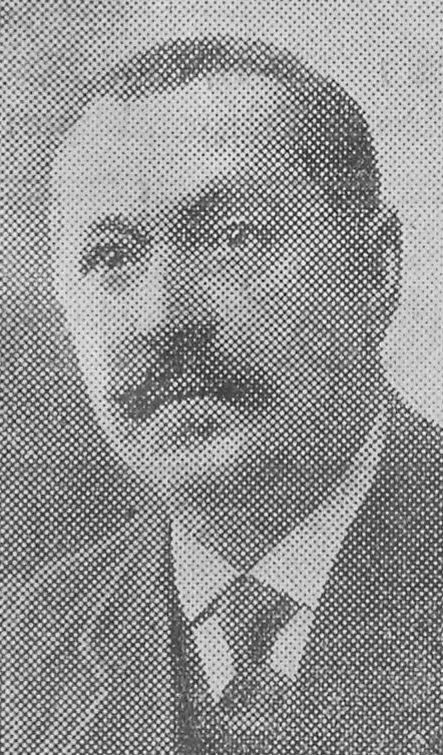
Emmanuel du Trévou de Breffeillac (1911-1913).
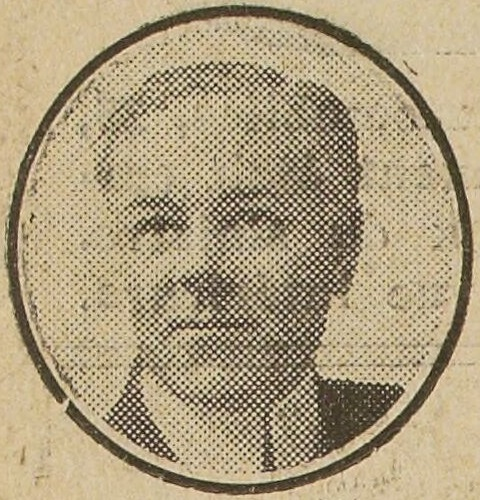
André Falize (1914-191.).
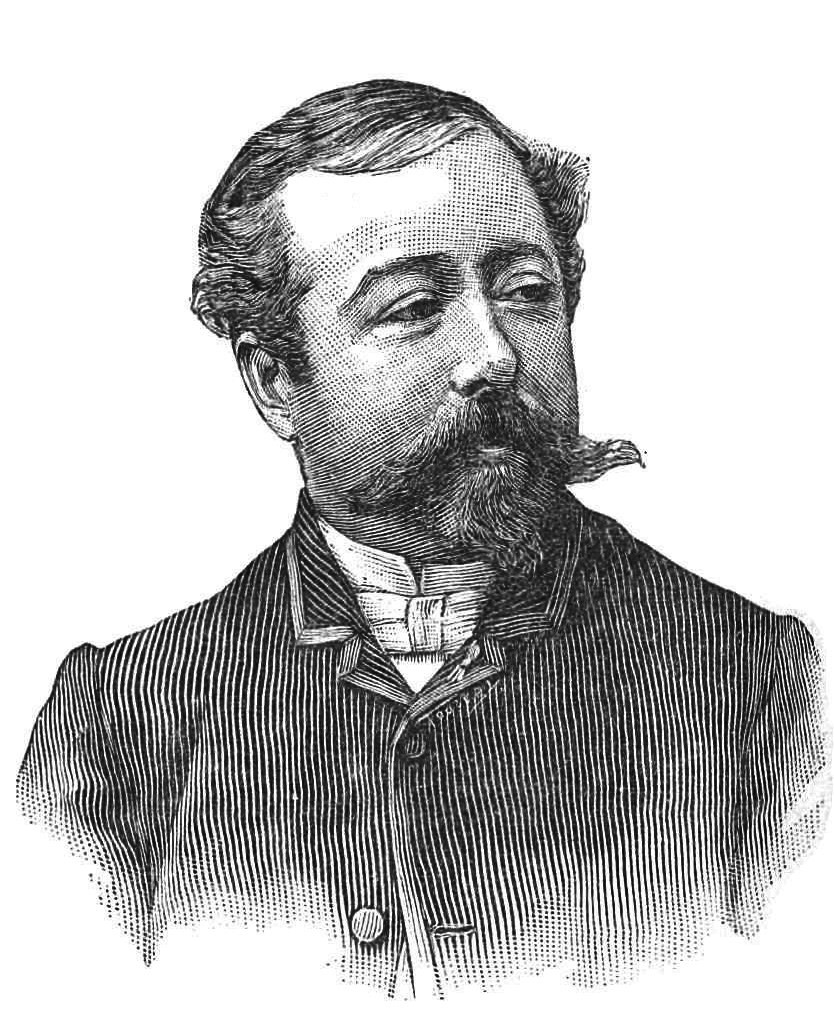
Dr. Henry Boucher (1917-1924).
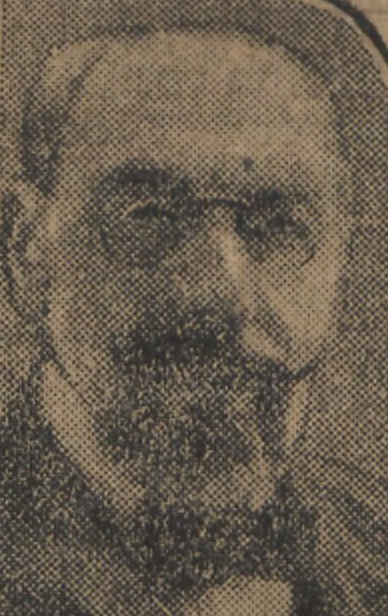
Emmanuel Berguème (1924-1925).
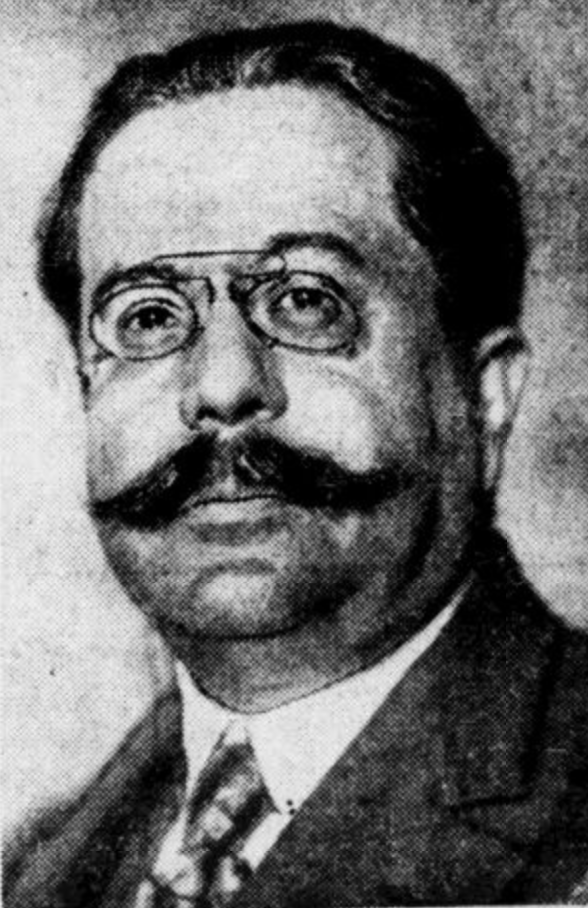
Adrien Pouriau (1927-1929).
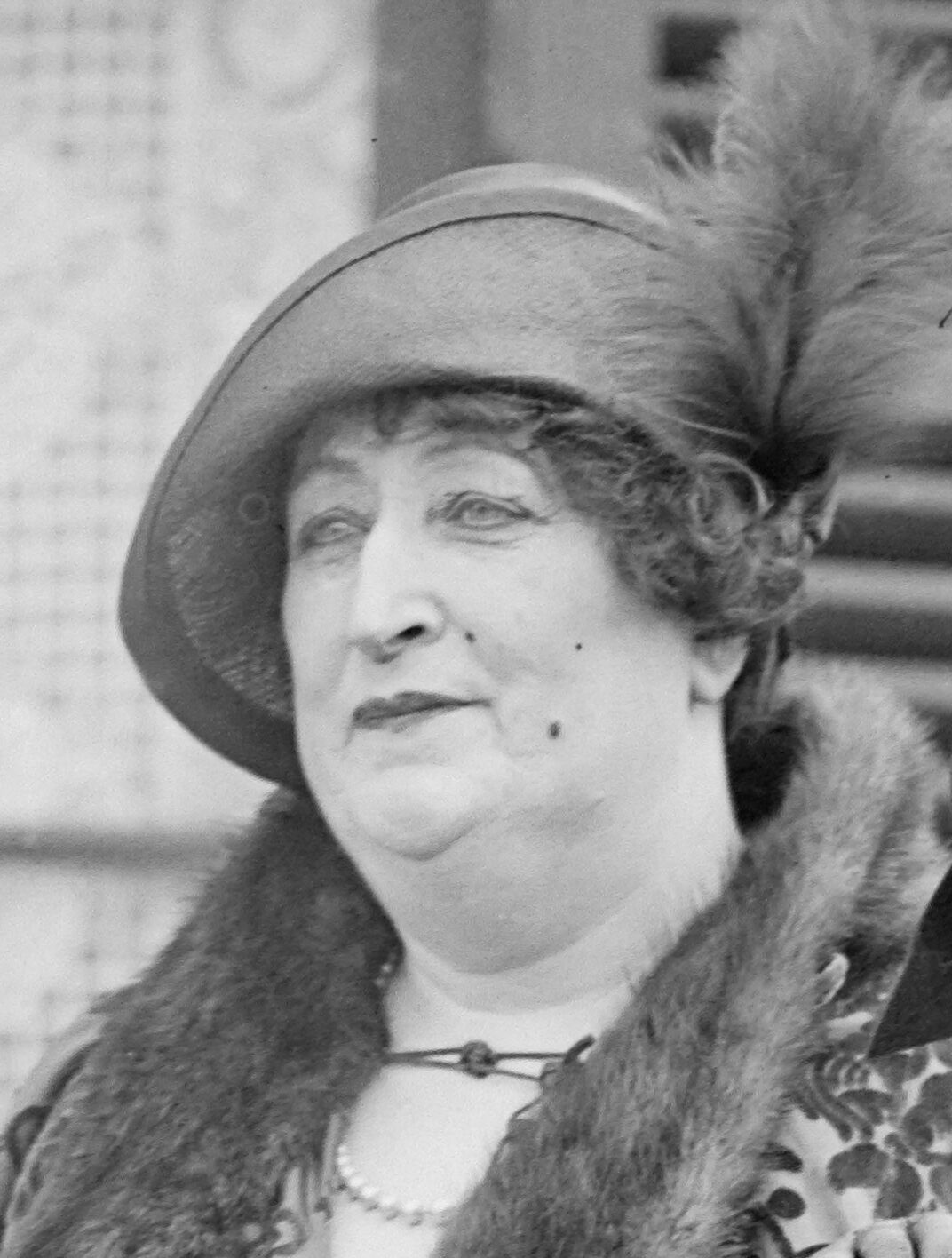
Camille du Gast (1929-1942).
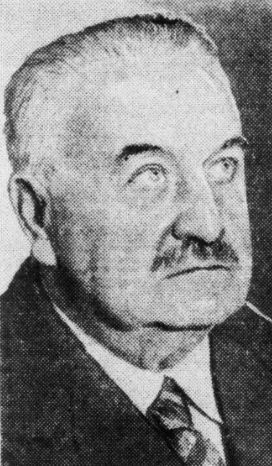
Laurent Bailly (1942-1949).
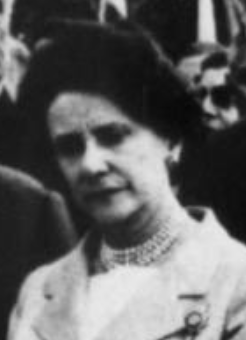
Jacqueline Thome-Patenôtre (1972-1984).
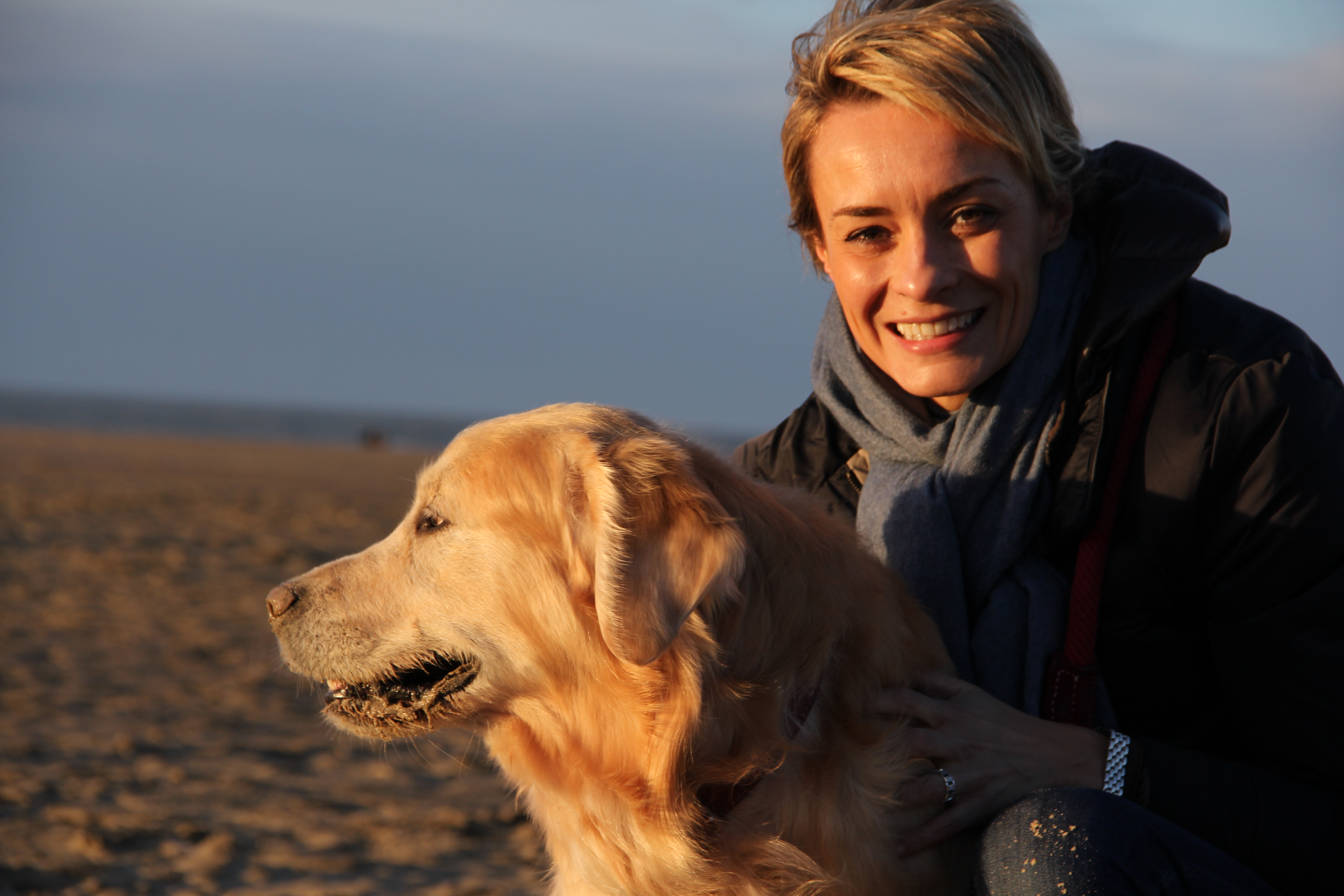
Natacha Harry (2013-2018).

## Ressources
La SPA déclare en 2020 un budget de 72,2 millions d'euros, dont 84 % est issu du public (dont 84 % issus de la générosité de 260 000 donateurs, de 26,2 millions d'euros sous forme de legs et de 27,5 millions d'euros sous forme de dons). En plus de ses 759 salariés, l'association déclare le soutien de 5 127 bénévoles et de 19 800 adhérents. L'association gère également 64 refuges et 12 dispensaires sur le territoire national.

## Activités

### Combats éthiques
En avril 2016, l'association lance une large campagne d’affichage dans une quinzaine de grandes villes de France pour « que cessent les cruautés infligées aux animaux en France ». Avec pour slogan « La torture c’est légal », la campagne se compose de trois affiches : l’une avec un agneau pour dénoncer les conditions d’abattage des animaux, une autre avec un lapin pour l’expérimentation et une dernière avec un taureau pour stigmatiser la corrida. La campagne vise à « interpeller les politiques pour les sortir enfin de l'immobilisme » et se décline sur le web avec le hashtag #JeVousFaisUneLettre et un site dédié, permettant aux internautes d’interpeller les élus sur Twitter.
Une pétition contre la corrida est également mise en ligne.
Le 13 octobre 2020, l'association lance une campagne nationale de sensibilisation à la stérilisation des chats. Elle lutte en permanence pour cette cause car la stérilisation des chats a un impact sur la population des chats, et sur les abandons. En effet, des propriétaires qui ne stérilisent pas leur chat pour raison financière ou dû à des aprioris, peuvent se retrouver dépassés par les portées engendrées. En ce sens, la stérilisation est un investissement qu’un propriétaire réalise une seule fois pour le bien-être de l’animal.

#### Corrida
En novembre 2017, l'association attaque les acteurs de la corrida devant le juge pénal : elle dépose le 6 novembre 2017 une plainte visant la corrida. Cette action pour sévices graves et actes de cruauté est engagée devant le tribunal de grande instance de Paris et vise les toreros, les sociétés organisatrices de spectacles de  corridas, et les  municipalités  qui les  autorisent. Le délit de sévices graves et actes de cruauté est puni de 2 ans d’emprisonnement et de 30 000 € d’amende. Pour l'association, le texte pénal qui autorise en France les « courses de taureaux » doit être interprété de façon restrictive et ne peut s’appliquer aux corridas qui consistent à mettre à mort l'animal après de multiples tortures. L'association espère ainsi inciter les pouvoirs publics à modifier la législation pour répondre aux attentes fortes de la société en matière de respect de la sensibilité des animaux.
Une campagne de mobilisation contre la corrida est lancée le 4 avril 2019 auprès du grand public, ainsi que des députés et sénateurs. Cette campagne met en avant le paradoxe existant entre d’un côté la corrida, qui est autorisée dans certaines régions de France, et d’un autre la maltraitance animale, qui est punie par la loi. Une pétition en ligne a notamment été diffusée, et a atteint plus de 100 000 signatures. Un courrier a également été envoyé aux députés et sénateurs pour leur demander de se positionner contre cette pratique cruelle, et de proposer une réécriture de la loi afin d’abolir la corrida en France. En octobre 2019, l'association saisit à nouveau les tribunaux correctionnels et poursuit en justice les acteurs des corridas, c’est-à-dire les communes, sociétés d’organisation et toreros, pour mettre fin à cette pratique.
Le 10 septembre 2020, l'association assiste à l’audience au tribunal correctionnel de Bayonne à la suite de l’assignation par voie de citation directe devant les tribunaux de la commune de Bayonne, du président de la société organisatrice de corridas, ainsi que d’un torero de renommée internationale.

#### Animaux dans les cirques
L'association milite pour l’interdiction des animaux sauvages dans les cirques et en a fait l’un de ses combats prioritaires. En mars 2018, elle lance une campagne de mobilisation en souhaitant que la France mette fin à cette exploitation commerciale d’animaux sauvages qui génère de la maltraitance, et que les communes n’acceptent plus les cirques avec animaux sauvages.
En juillet 2019, aux côtés d’autres associations de protection animale, elle demande expressément au gouvernement de mettre fin à l’exploitation des animaux sauvages dans les cirques.

#### Animaleries
En octobre 2020, elle s’engage dans un combat éthique contre l’instrumentalisation de l’animal. Elle demande l’interdiction de la vente d’animaux en animalerie et l’encadrement strict des annonces en ligne, pour mettre un terme au marché de la souffrance animale. Sur le front juridique l’association propose une modification de la loi, tandis qu’elle lance en parallèle une campagne de sensibilisation forte et une pétition adressée au gouvernement. Ce business d’êtres vivants incite à l’achat compulsif qui n’impose pas les conditions essentielles à l’intérêt des animaux et des acheteurs, et qui présente le risque de se solder par un abandon. Chaque année, 46 000 chiens et chats sont recueillis par l'association. Le service Protection animale et la cellule anti-trafic (CAT) sont confrontés chaque jour à l’envers du décor de ce commerce lorsqu’ils enquêtent sur des affaires de maltraitance. Chaque année, plus de 14 000 enquêtes sont réalisées par l’association.
L'association a soumis au gouvernement une modification de la loi par ordonnance :
- pour interdire la mise en activité de tout établissement commercial de vente de chiens et de chats nouveau, réaménagé ou cédé à l'année 2021 ou 2022 ;
- pour interdire d’exercer une activité de vente d’animaux sans détenir la femelle reproductrice dont il est issu ;
- et donc réserver les annonces en ligne aux seuls éleveurs et professionnels agréés[23].

## Polémiques judiciaires
En 2002 et 2009, deux rapports de la Cour des comptes relèvent une « gestion approximative » de l’association et remettent en cause le statut d'utilité publique de l'association et ses avantages fiscaux. En novembre 2009, un administrateur judiciaire provisoire est nommé afin de procéder à une évaluation complète de la comptabilité et d’organiser une réforme des statuts. Les nouveaux statuts sont approuvés par les adhérents le 5 décembre 2011, et un an plus tard par le ministre de l’Intérieur.
En juin 2013, de nouveaux membres sont élus au conseil d'administration, mettant fin à la période d’administration judiciaire provisoire ; à l'issue de la première réunion de ce nouveau conseil, ses neuf membres élisent à leur présidence, la journaliste et vétérinaire Natacha Harry.
En décembre 2013, Le Canard enchaîné publie un article mettant en cause la gestion de la mise sous tutelle de l'association. Il y est principalement question des honoraires et des conflits d'intérêts touchant l'administratrice judiciaire, Michèle Lebosséde.
Début 2016, l'« association des Vrais Amis de la SPA » (VASPA) saisit la justice pour chercher à élucider les conditions dans lesquelles 20 millions d'euros se seraient évaporés entre 2004 et 2008. Au cœur de cette affaire : la revente par de mystérieuses sociétés civiles immobilières de biens immobiliers légués à l'association.
Le 6 juin 2016, la presse et notamment le quotidien Le Parisien font état de plusieurs plaintes déposées en mars pour « usurpation de titre, escroquerie et abus de confiance, corruption active et passive, et prise illégale d'intérêts » provoquant l'ouverture d'une enquête préliminaire,.
Le 15 mars 2017, la Cour des comptes rend son troisième rapport sur l'association, « avec deux réserves : la défaillance du contrôle interne, qui n’a pas progressé depuis le précédent contrôle, à l’exception de l’amélioration de la gestion des legs ; l’insuffisance et le retard de la rénovation des sites, déjà critiqués par la Cour en 2002, alors que les réserves financières thésaurisées se sont accumulées, les fonds propres atteignant 68 M€ à la fin de 2015. ».
En 2018, l'association met en place un service dédié à l’audit interne pour assurer la conformité et l’encadrement de ses pratiques. La construction d’un dispositif global de prévention et de détection des atteintes à la probité, fait partie des mesures phares déployées. Différents outils de détection et de prévention du risque d’atteinte à la probité sont mis en place : code de conduite, chartes de déontologie, dispositif d’alerte interne, Comité de la gestion des risques et de la qualité, cartographie des risques, formations des collaborateurs sur la probité et la sensibilisation à la loi Sapin 2, déclaration de lien d’intérêts, évaluation des tiers, mise en place de contrôle de 1er et 2e niveau dans les procédures, etc. La construction d’un référentiel documentaire unique, formalisé et partagé auprès de l’ensemble des collaborateurs, relève également des mesures préalables indispensables à la mise en place d’un contrôle interne performant au siège et dans les sites de l'association.
Par ailleurs, l'association est labellisée par le « Don en confiance » depuis 2016 (renouvellement obtenu en 2019 pour une durée de trois ans). Ce label garantit la transparence et la rigueur dans l’utilisation et l’affectation des fonds collectés. Dans ce cadre, l'association s’engage à respecter la charte de déontologie du Don en confiance et se soumet à un contrôle continu.

## Pour approfondir